# Боровик (Дренє)
45°23′ пн. ш. 18°11′ сх. д. / 45.39° пн. ш. 18.19° сх. д.
Боровик (хорв. Borovik) — населений пункт у Хорватії, в Осієцько-Баранській жупанії у складі громади Дренє.

## Населення
Населення за даними перепису 2011 року становило 6 осіб.
Динаміка чисельності населення поселення:

## Клімат
Середня річна температура становить 10,84 °C, середня максимальна – 25,09 °C, а середня мінімальна – -5,38 °C. Середня річна кількість опадів – 738 мм.
| Клімат поселення                              | Клімат поселення | Клімат поселення | Клімат поселення | Клімат поселення | Клімат поселення | Клімат поселення | Клімат поселення | Клімат поселення | Клімат поселення | Клімат поселення | Клімат поселення | Клімат поселення | Клімат поселення |
| Показник                                      | Січ.             | Лют.             | Бер.             | Квіт.            | Трав.            | Черв.            | Лип.             | Серп.            | Вер.             | Жовт.            | Лист.            | Груд.            |                  |
| Середній максимум, °C                         | 6,95             | 8,11             | 12,50            | 17,04            | 22,06            | 25,09            | 24,51            | 24,07            | 19,97            | 14,67            | 8,97             | 4,95             |                  |
| Середня температура, °C                       | 0,78             | 1,94             | 6,33             | 10,86            | 15,90            | 18,92            | 20,88            | 20,45            | 16,34            | 11,03            | 5,34             | 1,32             |                  |
| Середній мінімум, °C                          | −5,38            | −4,24            | 0,16             | 4,69             | 9,72             | 12,75            | 17,27            | 16,82            | 12,72            | 7,42             | 1,72             | −2,3             |                  |
| Норма опадів, мм                              | 46               | 45               | 44               | 56               | 69               | 96               | 67               | 64               | 54               | 64               | 73               | 60               |                  |
| Середньомісячна швидкість вітру, м/с          | 2.16             | 2.40             | 2.69             | 2.60             | 2.30             | 2.10             | 2.10             | 1.90             | 1.90             | 2.01             | 2.14             | 2.21             |                  |
| Середньомісячна сонячна радіація, кДж/м²·день | 4296             | 7003             | 10907            | 15295            | 19197            | 21168            | 22215            | 20333            | 14915            | 9330             | 4919             | 3643             |                  |
| --------------------------------------------- | ---------------- | ---------------- | ---------------- | ---------------- | ---------------- | ---------------- | ---------------- | ---------------- | ---------------- | ---------------- | ---------------- | ---------------- | ---------------- |
| Джерело:                                      |                  |                  |                  |                  |                  |                  |                  |                  |                  |                  |                  |                  |                  |